# Compétence de communication
 (décembre 2018).
Si vous disposez d'ouvrages ou d'articles de référence ou si vous connaissez des sites web de qualité traitant du thème abordé ici, merci de compléter l'article en donnant les références utiles à sa vérifiabilité et en les liant à la section « Notes et références ».
La compétence de communication est la capacité de communiquer efficacement dans une langue (maternelle, seconde ou étrangère). 

## Composantes

### Selon le CECRL
En 2001, le Cadre européen commun de référence pour les langues (CECRL) estime que la compétence de communication se divise en deux grandes composantes :
- les compétences générales individuelles, qui ne relèvent pas uniquement de la langue ou du langage : les savoirs, les savoir-faire, les savoir-être et les savoir-apprendre ;
- les « compétences à communiquer langagièrement », c'est-à-dire avec un langage : la compétence linguistique, la compétence sociolinguistique et la compétence pragmatique.

#### Les compétences à communiquer langagièrement
La compétence linguistique est l'habileté à interpréter et à appliquer les règles du code linguistique dans une situation de communication.
La compétence sociolinguistique est l'habileté à interpréter et à utiliser différents types de discours en fonction d'une situation de communication. D'après le CECRL, « la compétence sociolinguistique renvoie aux paramètres socioculturels de l’utilisation de la langue. Sensible aux normes sociales (règles d’adresse et de politesse, régulation des rapports entre générations, sexes, statuts, groupes sociaux, codification par le langage de nombre de rituels fondamentaux dans le fonctionnement d’une communauté), la composante sociolinguistique affecte fortement toute communication langagière entre représentants de cultures différentes, même si c’est souvent à l’insu des participants eux-mêmes. »
D'après le CECRL, « la compétence pragmatique recouvre l’utilisation fonctionnelle des ressources de la langue (réalisation de fonctions langagières, d’actes de parole) en s’appuyant sur des scénarios ou des scripts d’échanges interactionnels. Elle renvoie également à la maîtrise du discours, à sa cohésion et à sa cohérence, au repérage des types et genres textuels, des effets d’ironie, de parodie. Plus encore pour cette composante que pour la composante linguistique, il n’est guère besoin d’insister sur les incidences fortes des interactions et des environnements culturels dans lesquels s’inscrit la construction de telles capacités. »

### Autres sources
En 1982, Moirand analyse la compétence de communication à partir de la combinaison de quatre composantes :
- la composante linguistique : connaissance et appropriation des modèles phonétiques, lexicaux, grammaticaux et textuels du système de la langue ;
- la composante discursive : connaissance et appropriation des différents types de discours et de leur organisation en fonction des paramètres de la situation de communication dans laquelle ils sont produits et interprétés ;
- la composante référentielle : connaissance des domaines d'expérience et des objets du monde et de leurs relations ;
- la composante socioculturelle, visant « l'appropriation des règles sociales et des normes d'interaction entre les individus et les institutions et la connaissance de l'histoire culturelle et des relations entre les objets sociaux ».

La compétence socioculturelle est l'habileté à interpréter et à utiliser les objets culturels liés à une situation de communication. Selon Ana-Elena Costandache (université Dunărea de Jos de Galaţi), « la compétence socioculturelle vise la connaissance du contexte socioculturel dans lequel est utilisée la langue. Elle porte sur l’usage de la langue dans diverses conditions de son emploi, en fonction des marqueurs des relations sociales, règles de politesse, expressions de la sagesse populaire, différences de registre, dialectes et accents. »
La compétence référentielle est l'habileté à interpréter et à utiliser des domaines d'expérience, des objets du monde et de leurs relations dans une situation de communication.
La compétence stratégique est l'habileté à utiliser des stratégies verbales et non verbales pour maintenir le contact avec les interlocuteurs et gérer l'acte de communication en fonction de l'intention des locuteurs[réf. nécessaire].
Pour Moirand, les programmes et les manuels qui visent à promouvoir l’aptitude à la communication doivent prendre en compte :
- la compétence linguistique : la connaissance du vocabulaire et la maîtrise des règles syntaxiques qui permettent aux mots de se combiner de manière à produire des énoncés signifiants ;
- la compétence sociolinguistique : la capacité d’utiliser et d’interpréter des éléments linguistiques en fonction de la situation de communication, c’est-à-dire en fonction du contexte où les mots apparaissent ou du cotexte ;
- la compétence discursive : la capacité de percevoir et d’assurer la cohérence des énoncés dans des échanges communicatifs ;
- la compétence stratégique : la capacité d’user des stratégies compensatoires de communication (verbales et / ou non-verbales, afin de compenser une connaissance imparfaite du code utilisé) ;
- la compétence socioculturelle, qui vise la connaissance du contexte socioculturel dans lequel est utilisée la langue ;
- la compétence sociale : la volonté d’interagir avec autrui.